# Шиповник мускусный

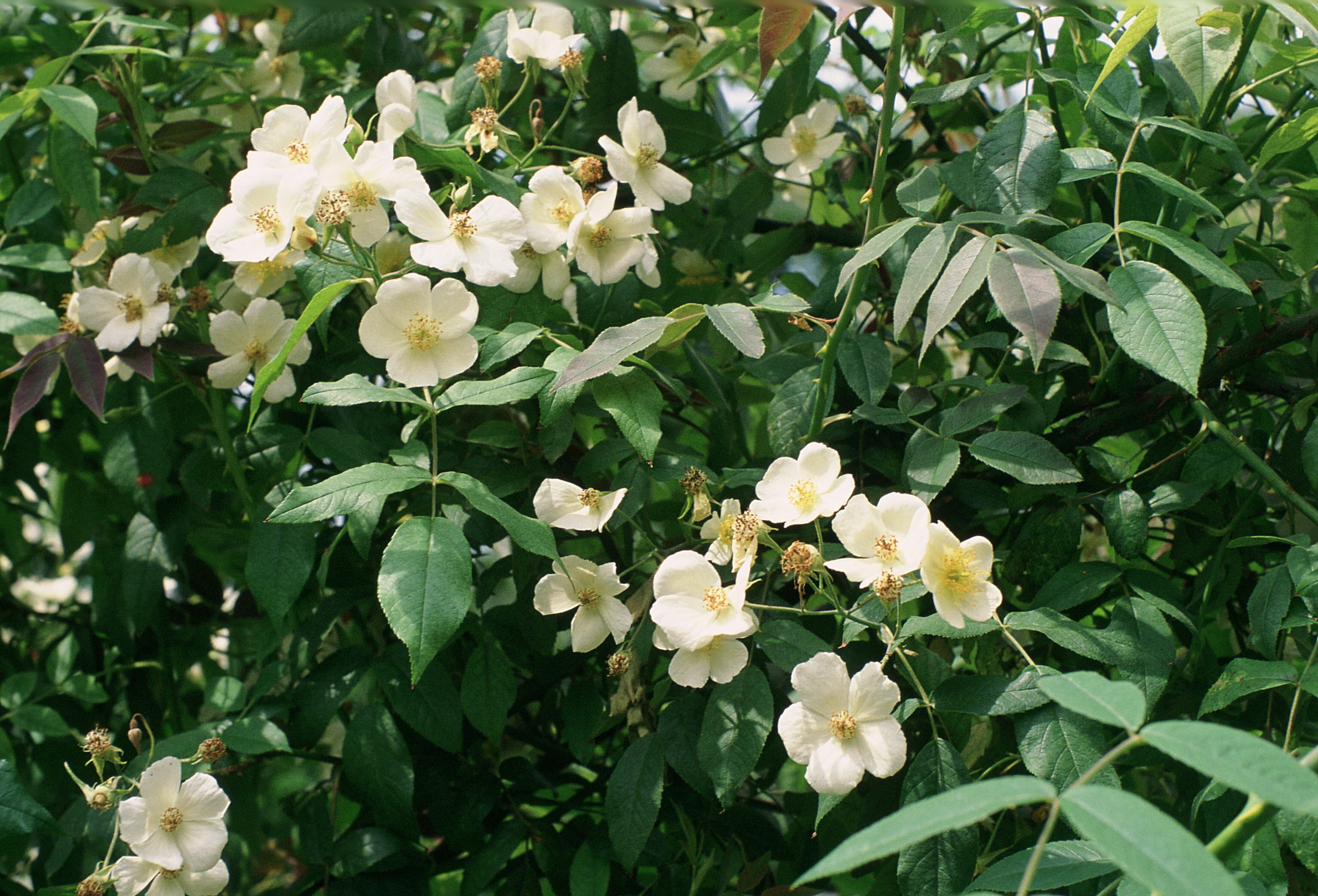
Rosa moschata

Шипо́вник му́скусный, или Роза му́скусная (лат. Rósa moschata) — многолетний кустарник; вид рода Шиповник семейства Розовые.
В садоводческой литературе может упоминаться под названиями: Rose musquette, Rose muscadelle, Rosa Damascena simplici flore, Rosa moschata alba, Weiss Muscatenrose, Rosa moschata et Damascena, Rosa persica (moschata), Rosa muscheta, Rosa coroneola, Rosa sera, Rosa autumnalis, Musket Röschen, Bisamröslein, Rosa Damascena flore simplici, Rosellina Dommaschina, White Cluster Rose, Rosa Moschata simplex, Einfache Damascenerröslein.
Происхождение Rosa moschata является предметом дискуссии, его связывают с Индией и Южным Китаем. Широкое распространение получила в Южной Европе и Северной Африке в виде культурного растения. Известна с 1870 г. В мягком климате вечнозеленое растение. Согласно другому источнику, предполагается, что дикая форма происходит из западных Гималаев.

## Ботаническое описание
Диплоид.
Плетистый кустарник. Может достигать высоты 5 метров, обычно 2,45—3,6 метра.
Шипы немногочисленные, прямые, согласно другому источнику крючковатые.
Листья светло-зелёные. Черешки покрыты волосками, колючие и железистые.
Листовки в количестве 5—7, до 5 см длиной, яйцевидные, с небольшими, изогнутыми зубами, иногда опушенные по венам снизу.
Прилистники узкие.
Цветоножки тонкие, до 3 см и более, с мелкими волосками и желёзками; прицветники ланцетные, отогнутые.
Соцветие щиток или сложный зонтик.
Цветки кремово-белые, около 5 см в поперечнике, простые, иногда полумахровые. Чашелистики около 2 см длиной.
Это древнее культурное растение, и её происхождение в настоящее время неизвестно. В Англию завезено из Италии в середине XVI века. С тех пор выращивалось как лекарственное и декоративное растение. В начале XX века растение считалось исчезнувшим, но позже было найдено в Англии Грэмом Томасом.
Цветение длительное с конца лета и осенью. Аромат сильный, согласно другому источнику: лёгкий, мускусный.

## Использование
Зоны морозостойкости: 6—9.